# Jalhay
Jalhay är en kommun i Belgien.   Den ligger i provinsen Liège och regionen Vallonien, i den östra delen av landet, 120 km öster om huvudstaden Bryssel. Antalet invånare är 8 209.
I omgivningarna runt Jalhay växer i huvudsak blandskog. Runt Jalhay är det ganska glesbefolkat, med 47 invånare per kvadratkilometer.